# Fusigobius
A Fusigobius a csontos halak (Osteichthyes) főosztályának a sugarasúszójú halak (Actinopterygii) osztályába, ezen belül a sügéralakúak (Perciformes) rendjébe, a gébfélék (Gobiidae) családjába és a Gobiinae alcsaládjába tartozó nem.

## Rendszerezés
A nembe az alábbi 11 faj tartozik:
- Fusigobius aureus Chen & Shao, 1997
- Fusigobius duospilus Hoese & Reader, 1985
- Fusigobius gracilis (Randall, 2001)
- Fusigobius humeralis (Randall, 2001)
- Fusigobius inframaculatus (Randall, 1994)
- Fusigobius longispinus Goren, 1978
- Fusigobius maximus (Randall, 2001)
- Fusigobius melacron (Randall, 2001)
- Fusigobius neophytus (Günther, 1877) - típusfaj
- Fusigobius pallidus (Randall, 2001)
- Fusigobius signipinnis Hoese & Obika, 1988